# Derecho de acceso a los medios públicos de comunicación

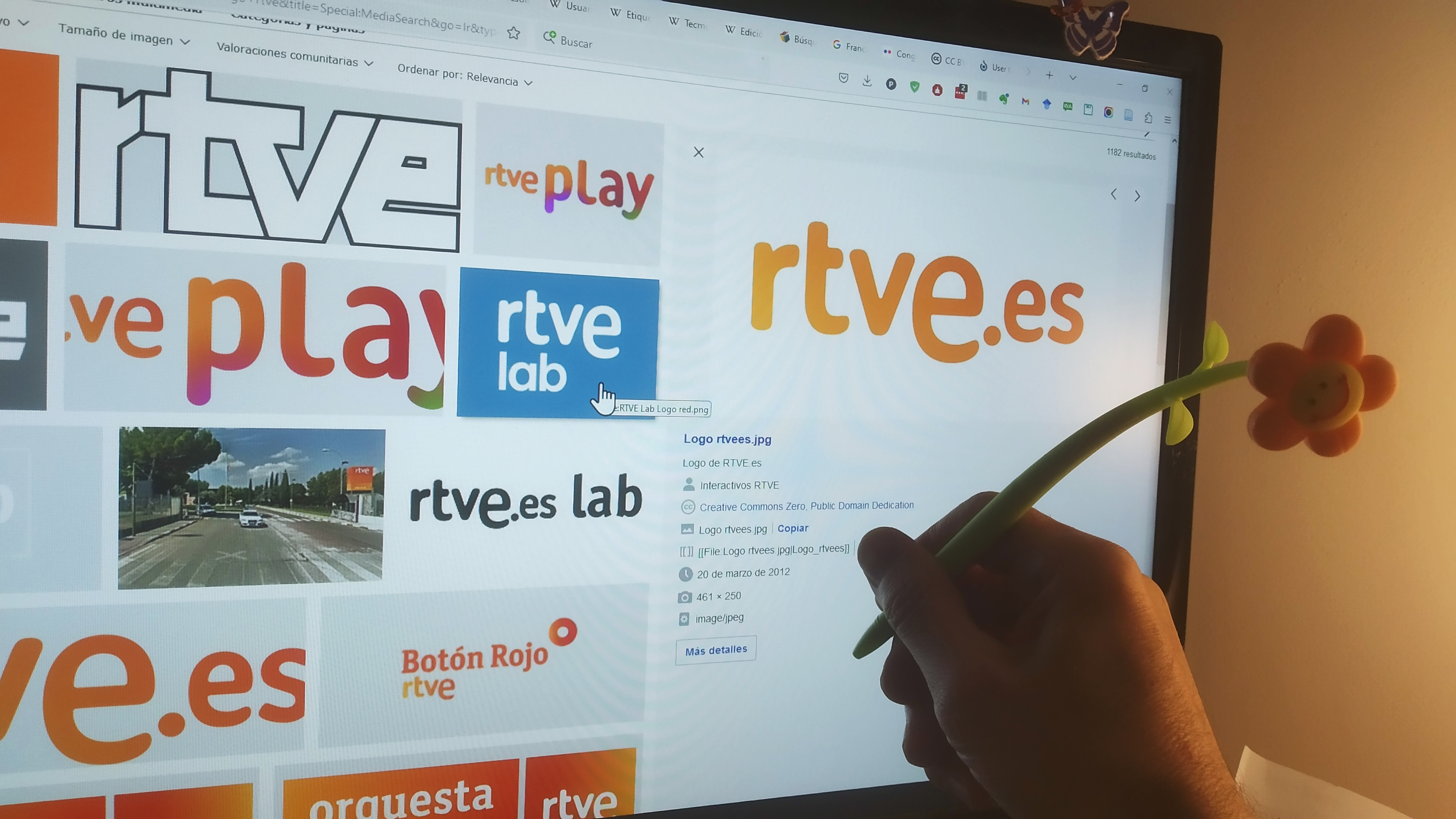
El derecho de acceso a los medios públicos está reconocido como derecho fundamental en la Constitución Española desde 1978.

El Derecho de acceso a los medios públicos de comunicación ofrece a la ciudadanía de un estado democrático la posibilidad de incidir en los contenidos, en su producción y programación o incluso en la gobernanza de los medios públicos de comunicación. Se trata de un derecho muy poco regulado y desarrollado en la mayoría de los estados. Aunque en España tiene un reconocimiento como derecho fundamental en la Constitución de 1978, apenas tiene una aplicación testimonial.

## Definición
Los medios de comunicación de titularidad pública tienen la posibilidad de abrir a la participación de la sociedad civil la producción y programación de parte de sus contenidos, o incluso la gestión de su funcionamiento. Aunque este derecho puede implicar diferentes dimensiones y aspectos a considerar, la noción que habitualmente se considera está centrada únicamente en el ámbito de los contenidos. Como explica el gabinete jurídico de la Asociació Ciutadanía i Comunicació, el derecho de acceso es "el que tienen los ciudadanos de acceder a las páginas o los micrófonos de los medios dependientes de las instituciones públicas para exponer sus ideas sobre cuestiones que sean de interés general".
Muchas voces señalan desde el ámbito académico y profesional la falta de regulación y de también de desarrollo de este derecho reconocido en el artículo 20.3 la Constitución Española. Algunas de estas voces se dejaron oír en el encuentro  “El derecho al acceso a los medios de comunicación. Asignatura pendiente”, organizado por Acicom y Teledetodos el 22 de mayo de 2022.  Los diferentes ponentes coincidieron en que se trata de un derecho fundamental muy poco practicado que deja sin representación en los medios de comunicación a los colectivos más desfavorecidos y condena a la visibilidad a muchas realidades sociales. Uno de los problemas señalados en ese encuentro es la ignorancia generalizada que hay sobre su existencia, no solo entre los ciudadanos sino entre los propios profesionales de los medios, que no aprecian la debilidad de la sociedad civil para participar en la esfera pública de manera eficaz. Se produce así un círculo vicioso por el que una sociedad civil que ignora su derecho a acceder a los medios es ignorada por unos medios que no promueven el desarrollo de este derecho.

## Acceso a la producción de contenidos
El nivel más elemental de este derecho se enfoca en la producción de los contenidos que difunde un medio. Dentro de esta categoría pueden identificarse diferentes grados de participación: desde la mera aportación de materiales y datos por parte de la audiencia (algo cada vez más normalizado a través de lo que se identifica como Periodismo Ubicuo). Hasta la colaboración constante y sistemática de los agentes sociales que representan a la ciudadanía, pasando por la aplicación del derecho de rectificación. La intervención de la ciudadanía en los procesos de elaboración de los contenidos en los medios se limita en la mayoría de los casos a una forma de participación superficial y pasiva, una fórmula reduccionista que se corresponde con la tendencia defensiva de muchos profesionales frente a su audiencia por el temor de poner en peligro el criterio profesional.

## Acceso a la programación de contenidos
Más allá del acceso a los contenidos, se presenta un nivel más elevado de acceder a los medios de comunicación por parte de la ciudadanía. Incidir en la programación podría llegar a suponer una influencia directa en parte de la agenda de contenidos que ofrece un medio o incluso de su selección informativa. Por lo general, la aplicación de este tipo de derecho se queda reducida a la aplicación del derecho de antena mediante la adjudicación de espacios horarios de muy poca audiencia a determinados colectivos y grupos sociales.

## Acceso a gestión de los medios públicos
El nivel de mayor alcance para este derecho es el que se refiere a la intervención de la ciudadanía en la toma de decisiones por parte de los órganos estructurales de gestión del medio. Horz vincula la participación de la audiencia con los valores fundamentales del sistema democrático. En este sentido, la aspiración de que la sociedad civil tenga un rol más activo en los medios públicos de comunicación no debe ser solo una expresión de la audiencia como consumidora sino desde su propia conciencia de identidad como ciudadanos. Un ejemplo representativo del acceso a la gobernanza de los medios públicos se encuentra en la ZDF alemana, cuyo Consejo de Administración está formado mayoritariamente por miembros independientes.